# سوءاستفاده از جایگاه (فیلم)
سوء استفاده از جایگاه یا کارِ خودی‌ها یا توطئه داخلی (انگلیسی: Inside Job) فیلمی در ژانر مستند به کارگردانی چارلز فرگوسن است که در سال ۲۰۱۰ منتشر شد. از بازیگران آن می‌توان به مت دیمون اشاره کرد.
این فیلم در مورد بحران مالی اواخر دهه ۲۰۰۰ میلادی است. فرگوسن می‌گوید فیلم در مورد فساد سازمان‌یافته در ایالات متحده آمریکا به دست صنعت خدمات مالی و نتایج این فساد سازمان‌یافته‌است. در پنج بخش، فیلم نشان می‌دهد چگونه تغییر در قوانین محیطی و فعالیت‌های بانکی، به ایجاد بحران مالی، دامن زده‌است. او برای ساخت فیلم از سال ۲۰۰۸ به پژوهش مشغول بوده‌است.
فیلم در هشتاد و سومین دوره جوایز اسکار، برنده جایزه اسکار بهترین فیلم مستند شده‌است.